# Microplexia costimaculalis
Microplexia costimaculalis is een vlinder uit de familie uilen (Noctuidae). De wetenschappelijke naam van deze soort is voor het eerst geldig gepubliceerd in 1992 door Guillermet.
De soort komt voor in tropisch Afrika.